# Mascalvó
Mascalvó (normativament segons l'IEC) o Mascalbó fou un antic terme rural de Tarragona que es va incorporar a Reus el 1591, i està situat prop del Barranc de Porpres o de Mascalbó, en direcció de Reus a Salou.
L'arquebisbe de Tarragona Hug de Cervelló va donar les terres a un tal Calvó el 1169; ja llavors hi havia un mas que devia ser el Mas de Porpres i que fou el lloc de naixement de Bernat Calvó (1180-1243), mas que mas tard es va reanomenar Mas Calvó (apareix el nom cap al 1298 ja referit al mas i a la rodalia). El 1299 la senyoria, amb castell i jurisdicció pròpia, pertanyia a Guerau Calvó, però al segle xiv la propietat es va dividir. El 1377 va ingressar a la Comuna del Camp on va romandre almenys fins al 1476. El 1391 el rei Joan I va vendre els seus drets a l'arquebisbe de Tarragona Vallterra. Galzeran de Canyelles va construir-hi una capella el 1401. El 1411 la justícia l'administrava el batlle de Vila-seca, i la capella depenia de la parròquia d'aquell poble. A mitjan segle xv pertanyia a la família Sacirera que la va mantenir fins al 1591 quant al morir Jaume Sacirera la seva vídua Elisabet va vendre el castell, el moli, la premsa d'oli, el forn, el domini i la senyoria i terres al comú de Reus. Malgrat ser propietat de la vila va seguir sent un terme independent fins a mitjans del segle xix. El 1773 el terme depenia de Reus també religiosament. El 1805, per obtenir el permís per fer el canal de Reus a Salou, el títol de senyor (baró) de Mascalvó va ser donat al primer ministre espanyol Godoy però reservant-se la propietat de cases i terres. El primer terç del segle xviii s'integrà a l'angle sud-oest de l'edifici una capella dedicada a Sant Bernat Calvó. Aquestes obres foren inaugurades l'1 de juny de 1738. El 1850 cases i terres es van vendre a l'arquitecte Antoni Molner per finançar la construcció de les Pescateries Velles de Reus.
El terme de Rubió, que es va donar a poblar abans del 1169, es va incorporar a Mascalvó o Porpres més tard. També s'esmenta que el Batlle del terme de Porpres ho era també de La Boella.
El mas, que sovint s'anomena castell, és un edifici important que conserva elements gòtics i renaixentistes. És el casal i primer poblament del terme, que subsisteix malgrat les importants modificacions dels límits. L'edifici ha estat reformat algunes vegades. El 1602 s'hi van fer reformes importants, que van afectar la façana, aleshores principal i ara posterior, que conté l'escut de Reus gravat a la llinda. La capella, situada a la sala on, segons la tradició va néixer Bernat Calvó, i que havia estat tancada, es va reobrir el 1943, i s'hi celebra una missa i un aplec el 24 d'octubre. Mascalvó va ser el lloc on passà la nit Jaume I abans d'embarcar-se a Salou per a la conquesta de Mallorca.